# تشارلز باكستر
تشارلز باكستر (بالإنجليزية: Charles Baxter)‏ هو سياسي أسترالي، ولد في 20 مايو 1874، وتوفي في 2 مارس 1950 في أستراليا. حزبياً، نشط في Western Australian National Party ‏.